# Erateina albiradiata
Erateina albiradiata là một loài bướm đêm trong họ Geometridae.